# Pupnat
Pupnat je naselje u Republici Hrvatskoj, u sastavu Grada Korčule, Dubrovačko-neretvanska županija. 
Nalazi se u unutrašnjosti otoka Korčule. Poznato je po narodnoj klapskoj pjesmi "Ivan Klakar". Također je poznata Viteška Udruga Kumpanjija Pupnat koja slovi kao najstarija i najvažnija kumpanjija na otoku Korčuli. Kralj pupnatske kumpanjije je u prošlosti predstavljao glavnu riječ na otoku Korčuli među svim ostalim kumpanjijama. Tako je nastala jedna izreka " Sačuvaj me Bože dugega puta i pupnajskega suda!"

## Stanovništvo
Prema popisu stanovništva iz 2001. godine, naselje je imalo 433 stanovnika te 125 obiteljskih kućanstava.
| broj stanovnika | 355   | 425   | 505   | 578   | 666   | 786   | 786   | 756   | 767   | 758   | 691   | 772   | 512   | 488   | 433   | 391   | 381   |
|                 | 1857. | 1869. | 1880. | 1890. | 1900. | 1910. | 1921. | 1931. | 1948. | 1953. | 1961. | 1971. | 1981. | 1991. | 2001. | 2011. | 2021. |

## Promet
Naselje je nalazi na državnoj cesti D118, te je cestovno povezano s Velom lukom i gradom Korčulom.